# Ван Гог (гурт)
Ван Гог — це сербський рок-гурт, з Белграду, заснований у 1986 році.
Свою популярність гурт здобув у 90-х роках, випустивши низку добре сприйнятих альбомів, які були частково натхненними роботами легендарного югославського гурту Екатарина Велика.
За свою понад двадцятирічну творчу діяльність, Ван Гог неодноразово ставав лауреатом чисельних музичних премій, як на національному («Найкращий рок-гурт Югославії» у 1998 році) так і на міжрегіональному рівні («Найкращий виконавець Адріатики» у 2007 році), і на сьогодні є одним з найуспішніших гуртів Сербії.

## Історія

### 80-ті
Група була заснована у січні 1986 року. Перший склад був таким — гітарист Звонімір Джукич — Cannonball, вокаліст Горан Мілісавлевіч, клавішник Джорджі Петрович, басист Предраг Попович і барабанщик Срболюб Радівоевіч в січні 1986 року. У лютому 1986 року гурт видав промо-сингл з піснею «Сліди минулого» (серб. Трагови прошлости). В кінці того ж року вийшов перший однойменний альбом — «Ван Гог». Незабаром після цього група тимчасово розпалася.

### 90-ті
Звонімір Джукич знову зібрав гурт в 1990 році. На додаток до ролі гітариста, Джукич, взяв на себе роль вокаліста. Крім нього у гурті, від оригінального складу, залишився лише Срболюб Радівоевіч. Тоді ж світ побачив сингл «Ти втрачаєш мене» (серб. Губиш ме). У 1991 році виходить альбом «Світ — мій» (серб. Свет је мој). Платівка відмітилась великою кількістю запрошених музикантів: Мілан Младенович та Марґіта Стефанович з гурту Екатарина Велика, Таня Йовічевич з Октобар 1864, Зоран Радімович з Електрични оргазам. Цей альбом ознаменував намагання гурту рухатися до більш мейнстрімного звучання, на відмінну від дебютника. Пісня «Neko te ima» (серб. Ти в когось є) стала великим хітом — своєрідним шлягером, з яким асоціюється творчість колективу.
На початку 1993 року Ван Гог стали тріо: Джукич / Барака / Радівоевіч. У квітні того ж року світ побачив альбом «Пристрасть» (серб. Страст). Платівка відкрила нові горизонти для колективу і дала змогу остаточно закріпити свої позиції у тодішньому рок-середовищі Югославії. Задля чисельних виступів на підтримку альбому, були запрошенні додаткові музиканти. Користуючись зростаючим ажіотажем навколо гурту, лейбл PGP-RTS у 1995 році видає на CD їхню першу компіляцію «Сліди минулого» (серб. Трагови прошлости), на якій були представленні пісні з попередніх двох альбомів, а також була присутня нова пісня «Zemlja Čuda» (укр. Чудесна країна). (Майже всі пісні з тієї збірки, вперше з'явились на форматі CD-диску.)
У 1996 році колектив видає свій четвертий студійник «Ходи» (укр. Йди). Платівка була багата на хіти та швидко стала бестселером. На її підтримку були відзнята низка доволі коштовних відео-кліпів та організовані численні концерти. Аншлагові виступи, які відбулися 23 та 24 січня 1997 року у Белградському спортивному комплексі, лягли в основу першого концертного альбому гурту який отримав назву «No comment» (укр. Без коментаря). Невдовзі після цього басист Александар Барак залишив гурт. Новим басистом став Душан Богович, але він незабаром був замінений на Драгана Івановича. На початку 1998 року виходить сингл «Polje snova» (укр. Поле снів). У тому ж році Ван Гог названі найкращим рок-гуртом Югославії.
У 1999 році виходить альбом «Опасан плес» (укр. Небезпечні танці). Наприкінці року виходить вже другий концертний альбом «Happy New Ear», який був записаний на концерті у белградському спортивному палаці 24 грудня 1999 року. Після останніх гастролів на підтримку «Опасан плес» музиканти вирішують зробити паузу у творчій діяльності і піти у відпустку.

### 2000-ті
Наприкінці 2002-го виходить альбом «DrUnder».
Після майже чотирьохрічної перерви, 24 травня 2006 року світ побачив сьомий студійний альбом Ван Гога під назвою «Коло». У звучанні нового лонг-плею, можна побачити намагання колективу відійти від притаманних їм старих поп-рок ходів та експериментувати з фолком. (Коло — це народний танець який танцюють всі балканські народи). Текст для заглавної композиції «Коло — лудо луда» був написаний за мотивами пісні видатного сербського поета Вука Караджича. У складі гурту відбулися нові ротації — з'являється новий басист — Деян Іліч.
2007 року гурт виграв нагороду MTV «Адрія» як найкращий регіональний виконавець (англ. Best Adriatic Act). Навесні 2009 року виходить альбом під назвою «Лабіринт», який протягом одного місяця, був проданий накладом понад 100.000 копій.

## Склад
- Звонко Дукіч Дуле — гітара, вокал
- Срболюб Срба Радівол'євіч — барабани
- Горан Мілісав'євич — вокал
- Джорже Петрович — клавішні
- Предраг Попович — бас-гітара

## Дискографія
- 1986 : Van Gogh
- 1991 : Svet je moj
- 1993 : Strast
- 1996 : Hodi
- 1999 : Opasan ples
- 2002 : DrUnder
- 2006 : Kolo
- 2009 : Lavirint

## Виноски
1. ↑  «Đule: Živim kao sav normalan svet», interview with Zvonimir Đukić, blic.rs. Архів оригіналу за 14 вересня 2012. Процитовано 7 вересня 2012.
2. ↑  Interview with Zvonimir Đukić, nadlanu.com[недоступне посилання з березня 2019]
3. ↑  Блиц: МТВ награда за «Ван Гог»[недоступне посилання з березня 2019]